# Kostel svatého Osvalda (Nebanice)
Kostel svatého Osvalda je římskokatolický kostel v Nebanicích, který byl postaven v roce 1716 v barokním slohu. Stojí na místě starší gotické stavby z druhé poloviny 14. století, ze které se zachovalo kněžiště. Jednolodní neorientovaný kostel s věží čtvercového půdorysu při jižním průčelí stojí na vršku nad vesnicí, je v havarijním stavu a k bohoslužbám není využíván. Zdejší farnost zanikla v roce 2006 sloučením s chebskou farností.
Společně s farou je od roku 2007 chráněn jako kulturní památka České republiky.